# Gradina (gmina Pljevlja)
Gradina (cyr. Градина) – wieś w Czarnogórze, w gminie Pljevlja. W 2011 roku liczyła 51 mieszkańców.